# Pinofranqueado
Pinofranqueado è un comune spagnolo di 1 638 abitanti situato nella comunità autonoma dell'Estremadura.